# Suzhou Ladies Open 2014
Il Suzhou Ladies Open 2014 è stato un torneo professionistico di tennis femminile giocato sul cemento. È stata la 3ª edizione del torneo, che fa parte del WTA Challenger Tour 2014. Si è giocato a Suzhou in Cina dal 30 agosto al 6 settembre 2014.

## Partecipanti

### Teste di serie
| Nazionalità | Giocatrice               | Ranking* | Testa di serie |
| ----------- | ------------------------ | -------- | -------------- |
| Slovacchia  | Jana Čepelová            | 65       | 1              |
| Austria     | Patricia Mayr-Achleitner | 85       | 2              |
| Thailandia  | Luksika Kumkhum          | 98       | 3              |
| Germania    | Anna-Lena Friedsam       | 100      | 4              |
| Russia      | Ksenija Pervak           | 127      | 5              |
| Turchia     | Çağla Büyükakçay         | 141      | 6              |
| Ucraina     | Kateryna Kozlova         | 146      | 7              |
| Cina        | Zheng Saisai             | 148      | 8              |

* Ranking al 25 agosto 2014.

### Altre partecipanti
Giocatrici che hanno ricevuto una wild card:
- Li Yixuan
- Liu Fangzhou
- Yang Zhaoxuan
- Zheng Saisai

Giocatrici che sono passate dalle qualificazioni:
- Hsieh Shu-ying
- Zhu Aiwen
- Yuan Yi
- Xin Yuan

## Campionesse

### Singolare
Anna-Lena Friedsam ha sconfitto in finale  Duan Yingying per 6–1, 6–3.
- È il primo titolo in carriera per la Friedsam.

### Doppio
Chan Chin-wei /  Chuang Chia-jung hanno sconfitto in finale  Misa Eguchi /  Eri Hozumi per 6–1, 3–6, [10–7].